# Maborosi
Maborosi, coneguda al Japó com Maboroshi no Hikari (幻の光) literalment "llum fantasmàtica", però millor traduït com "un truc de la llum", és una pel·lícula dramàtica japonesa de 1995 del director Hirokazu Koreeda protagonitzada per Makiko Esumi, Tadanobu Asano i Takashi Naito. Està basat en una novel·la de Teru Miyamoto. S'ha subtitulat al català.
La pel·lícula va guanyar un Premi Osella a la millor fotografia al Festival de Cinema de Venècia de 1995.

## Argument
La Yumiko (Esumi) i l'Ikuo (Asano) són una parella jove d'Osaka que té un nou nadó. Un dia, l'Ikuo camina per les vies del tren i és atropellat i mort per un tren. Sembla que pot haver fet això deliberadament, però no hi ha cap motiu aparent. Passen uns quants anys. Yumiko accepta un matrimoni concertat amb un vidu, Tamio (Naitō), i ella i Yuichi (el seu fill, ara interpretat per Gohki Kashima) es traslladen a la casa de Tamio en un poble rústic a la costa del Mar del Japó, situat a Wajima, a la Península de Noto (la ubicació real on es va rodar la pel·lícula és Uniumachi, a uns 5 km a l'oest de Wajima al llarg de la costa).
Un dia escup borratxo sobre una campana que Yumiko li havia donat a l'Ikuo just abans de morir fa que Yumiko i Tamio parlin sobre les seves fortes emocions pels seus amors perduts. Poc després, la Yumiko segueix una processó fúnebre i es queda al crematori, fins que Tamio arriba amb cotxe per recollir-la, moment en què diu que només vol saber per què Ikuo es va suïcidar. En Tamio suggereix que, com el foc follet que solia veure el seu pare, potser alguna cosa el va allunyar de la vida.

## Repartiment
- Makiko Esumi: Yumiko
- Takashi Naitō: Tamio
- Tadanobu Asano: Ikuo
- Gohki Kashiyama: Yuichi
- Naomi Watanabe: Tomoko
- Midori Kiuchi: Michiko
- Akira Emoto: Yoshihiro
- Mutsuko Sakura: Tomeno
- Hidekazu Akai: metre
- Hiromi Ichida: Hatsuko
- Minori Terada: inspector
- Ren Osugi: Hiroshi, psre de Yumiko
- Kikuko Hashimoto: Kiyo, àvia de Yumiko

## Recepció crítica
A Rotten Tomatoes, Maborosi té una puntuació del 100% basada en 24 ressenyes, amb una puntuació mitjana de 8,08/10. A Metacritic, la pel·lícula ocupa el lloc 92 sobre 100, segons 8 ressenyes. El crític Roger Ebert va elogiar la pel·lícula, destacant la seva "bellesa i tristesa sorprenents" i la influència del cineasta japonès Yasujiro Ozu.